# Lycée Français Paul Valéry de Cali
El Lycée Français Paul Valéry de Cali (LPFV; en español: Liceo Francés "Paul Valéry" de Cali) es un liceo francés en Cali, Colombia. Este establecimiento educativo atiende los niveles de preescolar, primaria, bachillerato, hasta el último año de la escuela secundaria superior, terminale.
El liceo fue fundado en octubre de 1956 por varios ciudadanos franceses que habían llegado a Cali durante la Segunda Guerra Mundial, para llevar la educación francesa a la ciudad. Tuvo varias sedes hasta que en 1967 se mudó a su primera sede permanente en el barrio La Flora, al norte de la ciudad.
Bajo la dirección del director francés Slavomir Draschler el liceo graduó su primera promoción en 1970.
En 2022 el liceo se mudó a un nuevo local campestre en Arroyohondo (Yumbo).